# 美國陸軍預備役
美國陸軍預備役（英語：United States Army Reserve，USAR）是美國陸軍的後備兵力。

## 歷史
1908年4月23日，國會成立了美國陸軍預備役的前身醫療預備兵團（Medical Reserve Corps）。根據1920年国防法，國會授權改編軍官預備兵團（Officers Reserve Corps）、徵召預備兵團（Enlisted Reserve Corps）及预备役军官训练团，成為美國陸軍預備役。從1942年開始，陸軍啟動了26個預備役步兵師等數百個單位，在第二次世界大戰中服役的所有陸軍軍官中約有四分之一來自陸軍預備役。。

## 組織
- 美國陸軍預備役司令部

指揮所有陸軍預備役部隊，包含裝備、培訓、部署、管理等職責。
- 陸軍預備役司令辦公室（英语：Office of the Chief, Army Reserve）

制定計劃、政策，管理人員及財政事務。

## 外部連結
- 美國陸軍預備役官方網站 （页面存档备份，存于）